# Michael Stephens
Michael Francis Stephens (Hinsdale, Illinois, 3 april 1989) is een Amerikaans voetballer die bij voorkeur als middenvelder speelt. Hij verruilde in 2015 Stabæk Fotball voor Chicago Fire.

## Clubcarrière
Stephens werd als zestiende geselecteerd door Los Angeles Galaxy in de MLS SuperDraft 2010. Hij maakte zijn debuut op 27 maart 2010 tegen New England Revolution. Hij maakte zijn eerste doelpunt op 29 mei 2010 in een 2-0 winst op Columbus Crew. Stephens gaf in zijn eerste jaar bij de club ook acht assists, het hoogste aantal dat seizoen onder alle spelers in hun eerste jaar.
Stephens startte de seizoenen daarop opeenvolgend slechts twaalf keer, zes keer en acht keer in de basis. Wel was hij een reguliere invaller. In 2011 viel hij dertien keer in, in 2012 zeventien keer en in 2013 dertien keer. Op 4 maart 2014 tekende hij bij het Noorse Stabæk. Daar maakte hij zijn competitiedebuut op 30 maart 2014 tegen Sogndal. Na een seizoen in Noorwegen keerde hij voor het seizoen in 2015 terug in de MLS door te tekenen bij Chicago Fire. Op 6 maart 2015 maakte hij als invaller tegen Los Angeles Galaxy zijn debuut voor Chicago.

## Interlandcarrière
Stephens maakte deel uit van het Amerikaans voetbalelftal onder 20 dat deelnam aan het Wereldkampioenschap voetbal onder 20 in 2009. Bij de jeugdteams van de Verenigde Staten werd hij vaak ingezet als aanvaller, in tegenstelling tot bij zijn clubteams, waar hij als middenvelder werd opgesteld.